# Moonwalkers
Ne doit pas être confondu avec Moonwalker.
Pour plus de détails, voir Fiche technique et Distribution.
Moonwalkers est un film français réalisé par Antoine Bardou-Jacquet, sorti en 2015.

## Synopsis
En juillet 1969, craignant que la mission Apollo 11 échoue à se poser sur la Lune, l'armée américaine envoie Tom Kidman, un vétéran de la guerre du Viêt Nam, en Angleterre. Là-bas, celui-ci doit proposer à Stanley Kubrick de tourner la scène des premiers pas de l'homme sur la Lune, mais une suite d'événements l'amène à travailler avec un faux producteur et un faux Kubrick, qui espèrent profiter de l'argent de la production pour rembourser un gang mafieux.

## Fiche technique
- Titre français : Moonwalkers
- Réalisation : Antoine Bardou-Jacquet
- Scénario : Dean Craig
- Photographie : Glynn Speeckaert
- Montage : Chris Gill, Amélie Massoutier et Bill Smedley
- Production : Georges Bermann

Production associée : David Claikens et Alex Verbaere
- Sociétés de production : Partizan (France), Potemkino et Nexus Factory (Belgique)
- Société de distribution : Mars Distribution (France)
- Pays d'origine :  France
- Format : couleur - 35 mm
- Genre : comédie
- Durée : 107 minutes
- Dates de sortie[1] : 
  - États-Unis : 14 mars 2015 (Festival South by Southwest)
  - France : 6 septembre 2015 (L'Étrange Festival) ; 2 mars 2016 (sortie nationale)

## Distribution
- Rupert Grint (VF : Olivier Martret) : Jonny Thorpe
- Ron Perlman (VF : Sylvain Lemarié) : Tom Kidman
- Robert Sheehan (VF : Emmanuel Dekoninck) : Leon
- Stephen Campbell Moore : Derek Kaye
- Éric Lampaert (VF : Gauthier de Fauconval) : Glen
- Kevin Bishop : Paul
- Tom Audenaert (VF : Daniel Nicodème) : Renatus
- Erika Sainte (VF : elle-même) : Ella
- Jay Benedict (VF : Philippe Résimont) : le colonel Dickford
- Kerry Shale : M. White
- James Cosmo : Dawson
- John Flanders : agent Murphy de la CIA
- Joe Sheridan : Pashman
- Andrew Blumenthal : Kozinsky
- Nathaniel Martello-White : Mike
- Thom Tuck (VF : Yann Guillemot) : Hippie Dealer
- Jeanne Abraham : une employée de Derek Kaye

Source et légende : version française (VF) selon le carton du doublage français sur le DVD zone 2.

## Production

### Genèse et développement
Le film est inspiré par les rumeurs sur le programme Apollo selon lesquelles les vaisseaux du programme Apollo ne se seraient jamais posés sur la Lune et qu'il s'agirait en fait d'une mise en scène réalisée sur Terre. Ce thème avait déjà fait l'objet du faux documentaire Opération Lune en 2004. Par ailleurs, dans le documentaire Room 237 (2012) sur Stanley Kubrick, il est indiqué que des indices seraient cachés dans Shining.

### Tournage
Le tournage a lieu en Belgique.

## Autour du film
- Il y a une séquence où Tom Kidman est dans sa chambre d'hôtel et regarde la télévision, on y voit Stanley Kubrick parler de « son prochain film » 2001, l'Odyssée de l'espace, et le présentateur ajouter des commentaires. Cela peut être perçu comme un anachronisme, le film datant de 1968, alors que le lancement d'Apollo 11 s'est effectué en 1969. Mais le film est également évoqué (et critiqué) dans les toutes premières séquences du film. On peut donc penser que Kidman est en train de regarder une actualité archivée.

## Distinctions
- Festival international de science-Fiction des Utopiales 2015 : Prix du public[5].